# Porcari de Lerins i companys màrtirs
Porcari de Lerins (Porcarius) (Provença?, segona meitat del segle VII - Monestir de Lerins, Canes, ca. 732) va ésser un monjo benedictí, abat del monestir de Lerins (a l'actual Illa de Saint-Honorat, a la costa de Canes). És venerat com a sant per diverses confessions cristianes, juntament amb els cinc-cents monjos del monestir que van morir màrtirs amb ell.

## Vida
Segons la tradició, cap a l'any 732, Porcari fou avisat per un àngel en una visió que el monestir seria atacat per bàrbars. Immediatament, l'abat va enviar en un vaixell a la costa els estudiants joves de l'abadia, i 36 monjos joves. Quan van marxar, va preparar-se amb la resta de la comunitat, llavors uns 500 monjos, per al martiri, pregant per tenir coratge per afrontar la mort. L'abadia fou atacada per musulmans, probablement provinents de l'Àndalus, i foren massacrats, llevat dels que van ésser presos com a esclaus.
Són venerats com a màrtirs, especialment a la diòcesi de Frejús i la seva festa se celebra el dia 12 d'agost.